# Nektár (szőlőfajta)
A Nektár egy magyar nemesítésű fehérborszőlő-fajta. Bakonyi Károly és munkatársai állították elő a Judit és a Cserszegi fűszeres keresztezéséből 1970-ben.

## Leírása
Tőkéje középerős, laza lombozatú. Levele sima, tagolt. Vállas, olykor ágas fürtje laza, kicsi vagy középnagy. Bogyói halvány rozsdabarna színűek, pontozottak.
Termőképessége jó, szálvesszős metszést igényel, mert az alsó 2-3. rügye kevés termést hoz. Ernyő vagy egyesfüggöny az optimális művelésmódja.
Korán, augusztus végén érik, 18-20 mustfokra, szeptember első felében már magas cukortartalommal szüretelhető. Bora fűszeres, kissé muskotályos illatú és zamatú. Belőle előállított borok: Geogikon Muskotály. Töppedt, vagy aszúsodott terméséből különleges minőségű bor készíthető.
Nem rothad. Fagytűrő képessége megfelelő. Botrytis-ellenállósága kitűnő. Peronoszpóra, lisztharmat-érzékenysége közepes. Késői fakadású.
A balatonfelvidéki borvidéken fordul elő.
Sárgás színű, a Cserszegi fűszeresre emlékeztető, jellegzetes karakterű, intenzív, aromás, fűszeres-muskotályos illatú. Savas, harmonikus, testes elegáns bort adó szőlőfajta.